# Nadine Ltaif
Nadine Ltaif, née le 19 juillet 1961 au Liban, est une poète québécoise,.

## Biographie
Nadine Ltaif vit sa jeunesse au Liban puis s'installe à Montréal à la fin de son adolescence en 1979. Elle poursuit des études de lettres et de cinéma à l’Université de Montréal où elle obtient une maîtrise en création littéraire sous la direction de Monique Bosco,.
Son mémoire L’odyssée du phénix est publié aux Éditions Guernica sous le titre Les Métamorphoses d’Ishtar (1987), puis aux Éditions du Noroît (1991). En 2008, ce titre est traduit en anglais par John Asfour, aux éditions Guernica,. Dès ce premier recueil de poèmes, elle traite de l’expérience de la migration et de l’exil en puisant dans les mythologies de sa région d’origine, le Moyen-Orient, tout en se mesurant aux réalités de son pays et de sa ville d’accueil. Ancrée dans le féminisme, son œuvre s'inspire également de la poésie japonaise ainsi que du poète libanais Adonis.
Elle fait ensuite paraître plusieurs titres aux Éditions du Noroît dont Élégies du Levant, Montréal (1995), Entre les fleuves (Guernica, 1992) lequel est traduit en anglais par Christine Tipper sous le titre Changing Shores (Guernica, 2008), Le livre des dunes (1999), Ce que vous ne lirez pas (2010), Hamra, comme par hasard (2014) ainsi que Rien de mon errance (2019),,,,.
L'ensemble de son œuvre fait l’objet de plusieurs études qui touchent à la migration, à la relecture des mythes d’un point de vue féministe et à l’écriture poétique entre les langues,. « Il faut saluer chez cette poète l'instinct de l'analogie ».
Traduite dans quelques langues et elle-même traductrice, elle signe des textes dans de nombreuses revues littéraires québécoises et européennes. En 2007, elle cofonde et codirige la revue numérique multilingue Mïtra.
Nadine Ltaif participe à plusieurs colloques sur la francophonie dans divers pays dont le Canada, la France (notamment à l’Unesco à Paris), la Belgique, la Tunisie, l'Inde, l'Espagne ainsi qu'aux Marché de la poésie à Paris et à Montréal et aux Rencontres internationales de poésie à Trois-Rivières et à Coimbra au Portugal.
Elle collabore aussi à la production de films d’auteurs depuis 2001 en tant qu’assistante et coordinatrice de production sur les films de la cinéaste Hejer Charf produits par Nadja Productions inc. dont elle est également directrice des communications (compagnie qui a produit entre autres le film Victoria, long métrage de fiction écrit, interprété et réalisé par Anna Karina en 2008).
Nadine Ltaif a joué en tant qu’actrice dans le film de Michka Saäl : Loin d’où (Les Films de l’Autre, 1989), et a été recherchiste et actrice dans L’Arbre qui dort rêve à ses racines de la même réalisatrice (ONF, 1992),.
Elle est membre de l'Union des écrivaines et des écrivains québécois.

## Œuvres

### Poésie
- Les Métamorphoses d'Ishtar, Montréal, Guernica, 1988, 62 p. (ISBN 2891350251)
- Entre les fleuves, Montréal, Guernica, 1992, 51 p. (ISBN 2891350251)
- Élégies du Levant, Montréal, Éditions du Noroît, 1995, 61 p. (ISBN 2890183335)
- Le livre des dunes, Montréal, Éditions du Noroît, 1999, 73 p. (ISBN 2890184285)
- Le rire de l'eau, Montréal, Éditions du Noroît, 2004, 68 p. (ISBN 2890185362)
- Les Métamorphoses d'Ishtar, suivi de, Entre les fleuves, Montréal, Éditions du Noroît, 2008, 127 p.  (ISBN 9782890186439)
- Ce que vous ne lirez pas, Montréal, Éditions du Noroît, 2010, 100 p. (ISBN 9782890186903)
- Hamra, comme par hasard, Montréal, Éditions du Noroît, 2014, 95 p. (ISBN 9782890188792)
- Rien de mon errance, Montréal, Éditions du Noroît, 2019, 64 p. (ISBN 9782897661694)
- Chant des créatures, Montréal, Éditions du Noroît, 2024, 88 p. (ISBN 9782897664589)

### Livre d'artiste
- Vestige d'un jardin, avec les estampes de Mirella Aprahamian, Montréal, Ateliers Graff, 1993, 1 portefeuille.

### Traduction anglaise
- The Metamorphoses of Ishtar, traduction de Les Métamorphoses d'Ishtar par John Afour, Éditions Guernica, 2011  (ISBN 9781550713442)
- Changing Shores , translated by Christine Tipper, Toronto : Guernica Editions, 2009  (ISBN 9781550712735)
- Journeys, translated by Christine Tipper Guernica Editions, 2021, 85 pages.  (ISBN 9781771834070)

### Traduction
- Nisan, John Asfour, traduit de l'anglais par Nadine Ltaif, Montréal, Éditions du Noroît, 2009, 101 p. (ISBN 9782890186224)

### Collectif
- Avec Monique Bosco, sous la direction de Nadine Ltaif et Claire Varin, Montréal, Paris, Médiaspaul, 2017, 173 p. (ISBN 9782897601331)

## Prix et honneurs
- 1991 - Finaliste : Prix Émile Nelligan (pour Entre les fleuves)[2],[14]